# Auferstehungskirche (Lübeck)

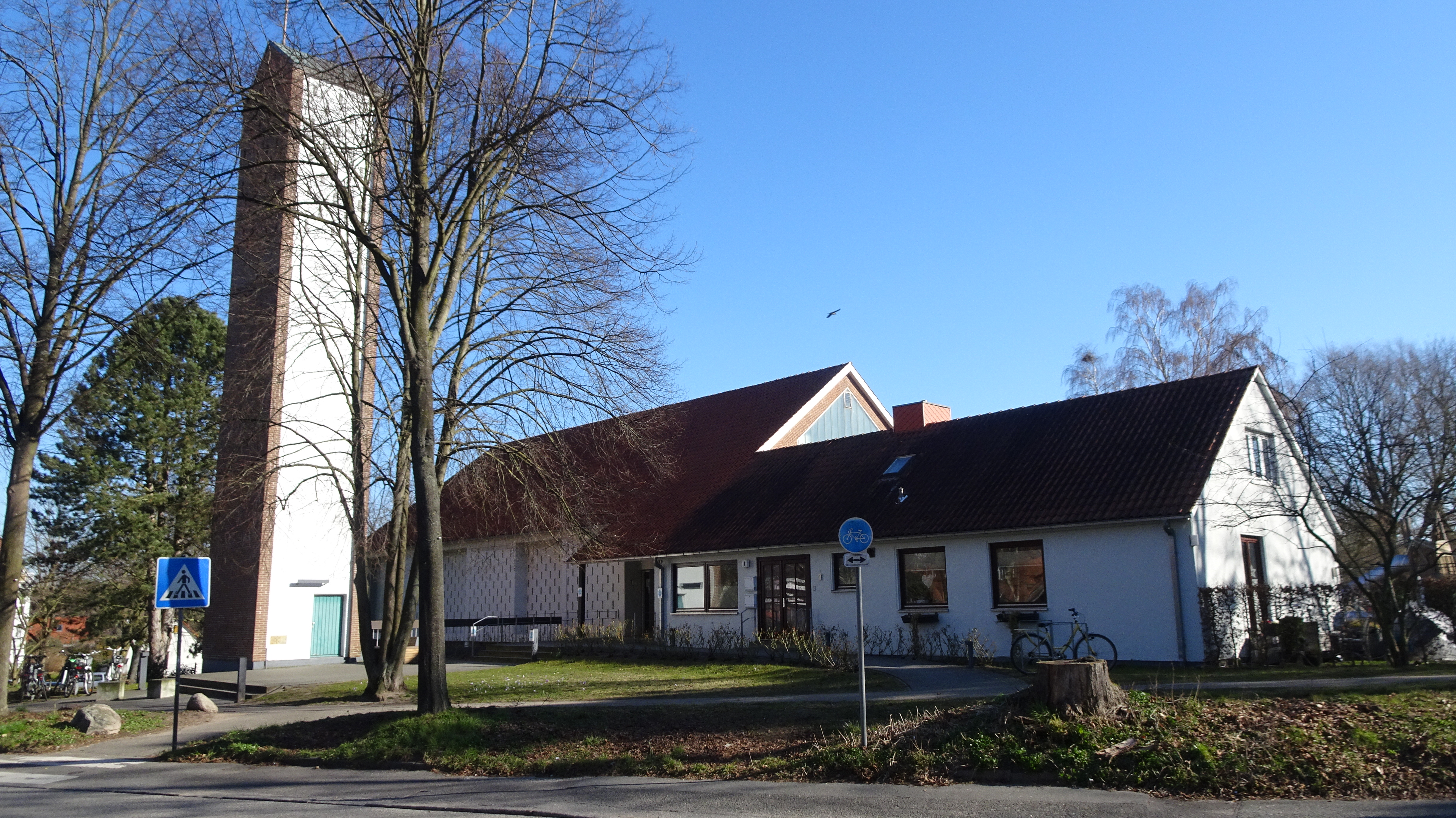
Auferstehungskirche

Die Auferstehungskirche ist ein evangelisch-lutherisches Kirchengebäude im Ortsteil Marli in Lübeck-St. Gertrud. Sie wurde zwischen 1968 und 1970 erbaut.

## Geschichte
Aus dem dritten Pfarrbezirk der St.-Thomas-Kirchengemeinde ging 1963 die Auferstehungsgemeinde vor. Da das Neubaugebiet an der Wesloer Brücke größer wurde als geplant, beschloss die Kirchenleitung am 1. Oktober 1963 die Gründung der eigenständigen Auferstehungsgemeinde. Ursprünglich war für den Bezirk nur ein Pastorat mit Unterrichtsraum und Gemeindesaal geplant.
Am 1. Januar 2022 schlossen sich die Auferstehungskirche, St. Thomas und St. Philippus zur Evangelisch-Lutherischen Kirchengemeinde Marli-Brandenbaum Lübeck zusammen.

## Bau
Der Bau der Kirche erfolgte erst fünf Jahre nach Gründung der Gemeinde. Am Ewigkeitssonntag 1968 fand die Grundsteinlegung der Kirche statt. Zwei Jahre später wurde die Kirche von Senior Karlheinz Stoll am 29. November 1970 eingeweiht.
Die Pläne für das gesamte Gebäude samt Kirche, Kindergarten und Mitarbeiterwohnungen stammen von dem Architekten Heinz Bahr aus Lübeck. Der Kirchbau wurde aufgrund der Hanglage auf dem Grundstück zweigeschossig geplant. Der frei stehende Glockenturm, der schon von weitem sichtbar ist, ist das Merkmal der Kirche. Der Silberschmied Werner Oehlschlaeger fertigte 1992 das bronzene Altarkreuz; es wurde im selben Jahr aufgehängt.

## Orgel

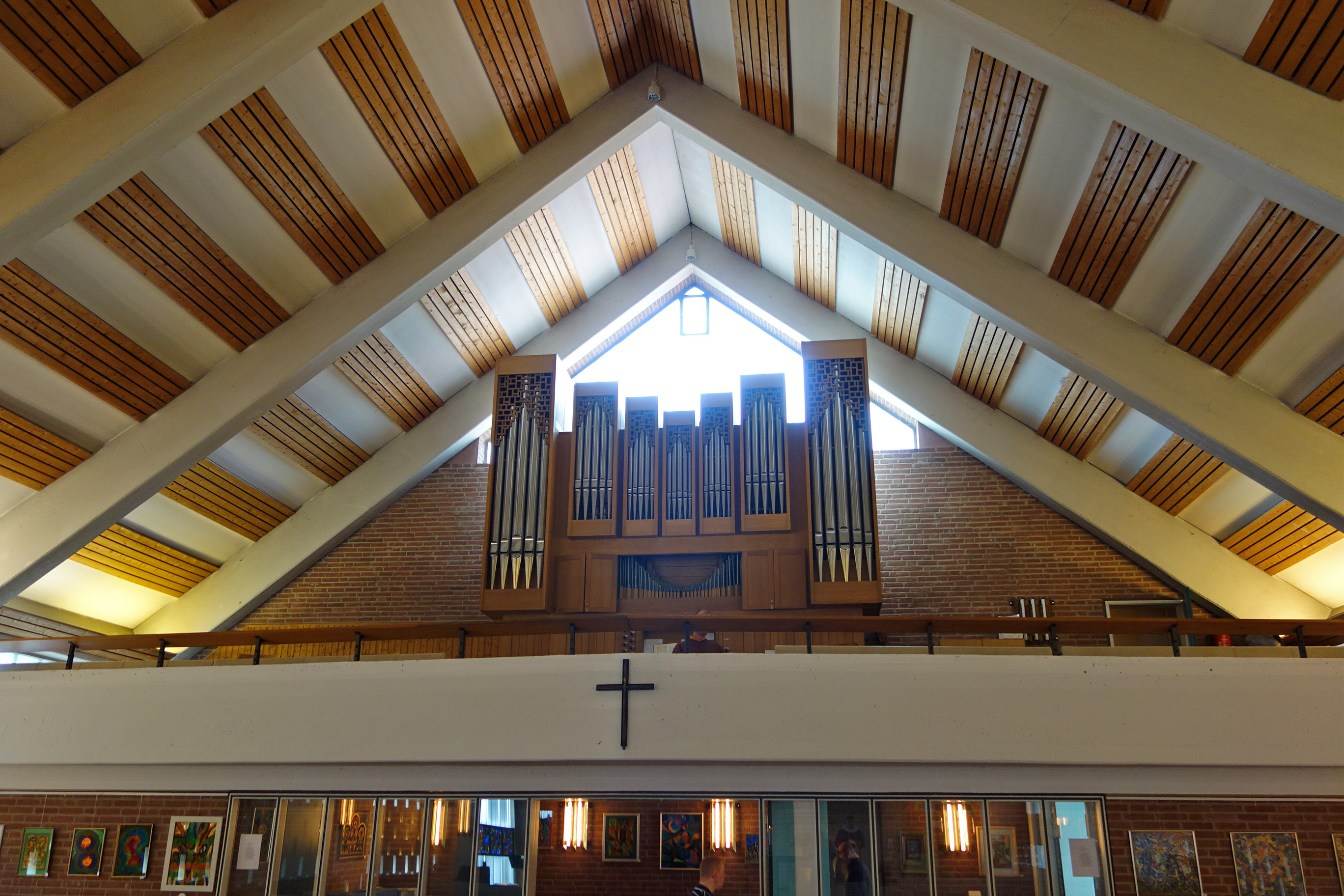
Orgel der Auferstehungskirche

1980 wurde von der Firma Hillebrand aus Isernhagen die Orgel gebaut. Zuvor hatte die Kirche ein Orgelpositiv, welches ursprünglich für den Gemeindesaal gebaut wurde.

## Glocken

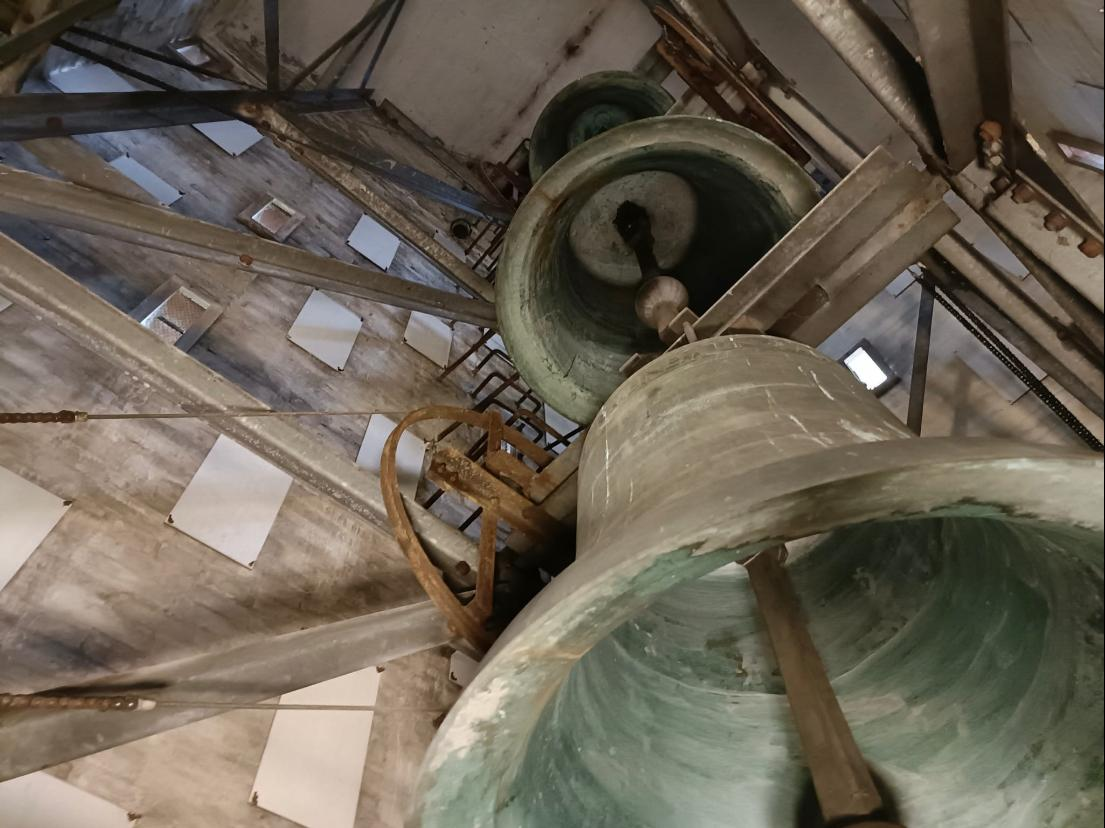
Glockenstube

Im Turm hängen drei Glocken. Sie wurden alle im Jahr 1970 von Karl Stumpf in der Karlsruher Glockengießerei gegossen.
Die originelle Disposition ais1-h1-dis2, welche sich aus einem Halbton zwischen den beiden großen Instrumenten und einer großen Terz zwischen den kleinen Glocken zusammensetzt, erinnert zwar an eine phyrigsche Tonfolge, entspricht aber keinem der gängigen Läutemotive. Eine besondere Note erhält das Ensemble durch die mittlere Glocke (h1), welche von Karl Stumpf in der von ihm konstruierten Durrippe gegossen wurde. Ihr Terzton (dis2-4) ist deckungsgleich mit dem Nominalton der kleinen Glocke. Die Auferstehungskirche verfügt in der Reihe der recht gewöhnlichen modernen Geläute der Hansestadt sicherlich über das interessanteste; auch die Turmakustik des Betonturms ist hervorragend und vermag die melancholische Wirkung des meisterlichen Geläuts aus Karlsruhe durchaus zu unterstreichen.
| Nr. | Name     | Schlagton  | Durchmesser (mm) | Masse (kg) | Gießer                     | Gussjahr |
| --- | -------- | ---------- | ---------------- | ---------- | -------------------------- | -------- |
| 1   | Glaube   | ais1-2     | 884              | 427        | Karlsruher Glockengießerei | 1970     |
| 2   | Liebe    | h1+4 (Dur) | 853              | 383        | Karlsruher Glockengießerei | 1970     |
| 3   | Hoffnung | dis2-4     | 665              | 195        | Karlsruher Glockengießerei | 1970     |